# Missak Manouchian

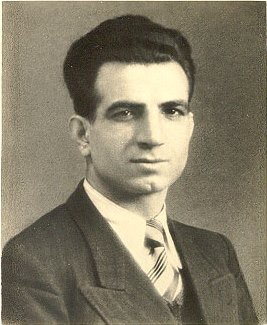
Missak Manouchian

Missak Manouchian (Armeens: Միսաք Մանուշյան), bekend als Michel Manouchian (Hısn-ı Mansur, 1 september 1906 – Mont Valérien, 21 februari 1944), was een dichter van Armeense afkomst en lid van het Franse verzet. Hij was getrouwd met Mélinée Manouchian.
Hij werd geboren in het Ottomaanse Rijk en op zevenendertigjarige leeftijd gefusilleerd in het fort van Mont Valérien. 
Als overlevende van de Armeense genocide, opgeleid als timmerman, vluchtte hij in 1925 naar Frankrijk, het land dat zijn voorkeur had. Als arbeider raakte hij betrokken bij de antifascistische strijdlust van de communistische beweging na de crisis van 6 februari 1934, en in juli 1935 werd hij kaderlid van de Communistische Internationale door de leiding over te nemen van de krant Zangou, uitgegeven door de Franse afdeling van het HOC (Section française du Comité de secours pour l'Arménie), het Hulpcomité voor Armenië (Comité de secours pour l'Arménie), en vervolgens van de Frans-Armeense Volksunie (Union populaire franco-arménienne), de opeenvolgende vriendelijke organisaties van de Bond van Arbeidsmigranten (Main-d'œuvre immigrée) bij de Armeense arbeiders. 
Hij sloot zich aan bij het verzet in 1941, toen het Molotov-Ribbentroppact werd verbroken, en sloot zich in februari 1943 aan bij de FTP-MOI (Francs-tireurs et partisans - Main-d'œuvre immigrée) in de Parijse regio. Toen het aantal arrestaties toenam, werd hij in augustus 1943 gekozen tot militair commissaris en drie maanden later werd hij gearresteerd. Hij was een figuur van gewapend verzet, in tegenstelling tot de afwachtende houding die sommigen voorstonden, en stierf "als een gewoon soldaat van het Franse Bevrijdingsleger" met tweeëntwintig van zijn kameraden van de Rode Affiche (Affiche Rouge), "vreemdelingen en toch onze broeders".
De Rode Affiche is een Duitse propagandaposter die tijdens de bezetting massaal in Frankrijk werd opgehangen, in het kader van de terdoodveroordeling van 23 leden (inclusief Missak Manouchian) van de Francs-Tireurs et Partisans - Main-d'Œuvre Immigrée (FTP-MOI), verzetsstrijders in de Parijse regio, gevolgd door hun executie op 21 februari 1944

De Rode Affiche: « Bevrijders? Bevrijding door het leger van de misdaad!». Léo Ferré schreef er een liedje over

## Bijzetting in het Panthéon
Op 19 december 2021 richtten de volgende personen een comité op met als doel: de opname van Missak Manouchian in het Panthéon:
- de voorzitter van de vereniging Unité Laïque, Jean-Pierre Sakoun
- de burgemeester van Valence, Nicolas Darago
- de historicus Denis Peschanski, wetenschappelijk adviseur
- Katia Guiragossian, achternicht van Mélinée en Missak Manouchian, bewaarder van familieherinneringen

Senator Pierre Ouzoulias, kleinzoon van Albert Ouzoulias, nationaal militair commissaris van de FTP, treedt in 2022 toe tot dit comité. 
Op 13 januari 2022 verschijnt in de krant Libération een column met nog een tiental andere deelnemende persoonlijkheden.
Na talloze persartikelen en optredens van projectleiders in de media maakte de radiozender Europe 1 op 23 maart 2022 bekend dat Emmanuel Macron van plan is het stoffelijk overschot van Missak Manouchian in het Panthéon op te nemen. 
Op 30 maart 2022 werd het 'Comité voor de opname van Missak Manouchian in het Panthéon' op het Élysée ontvangen door de heer Bruno Roger-Petit, adviseur van de president van de republiek. 
Op 16 juni 2023 ontvangt de president van de republiek het Comité, onder leiding van Jean-Pierre Sakoun.
Op 18 juni 2023 bevestigde een persbericht van het Élysée het besluit van de president van de republiek om Missak Manouchian op 21 februari 2024, dat wil zeggen tachtig jaar na zijn executie, in het Panthéon bij te zetten, vergezeld van zijn vrouw Mélinée.
Staatssecretaris Patricia Mirallès bevestigde dit in haar toespraak tijdens een herdenkingsceremonie op 18 juni in Mont-Valérien. 
Tijdens de ontmoeting op 16 juni met de president van de republiek stelde Jean-Pierre Sakoun voor dat de opname van Missak Manouchian in het Panthéon, met Mélinée, gepaard zou gaan met het aanbrengen van een plaquette op dezelfde plaats met de namen van de tweeëntwintig anderen die werden gefusilleerd van zijn groep alsmede van Olga Bancic, de heldin van de groep, die op 10 mei 1944 in Duitsland werd onthoofd. 
Dit voorstel werd aangenomen door de president van de republiek.
Op 7 december 2023 bezocht de president van de republiek, vergezeld door leden van het 'Comité voor de opname van Missak Manouchian in het Panthéon', de crypte van het Panthéon en koos ervoor dat Missak Manouchian en zijn vrouw Mélinée zouden komen te rusten in kluis nr. XIII, naast Maurice Genevoix en Joséphine Baker.
Op de aangrenzende muur van het gewelf zal een plaquette worden geplaatst met de namen van de 23 ter dood veroordeelden van de groep van Manouchiaan.
- Bibliothèque nationale de France: cb12004296t (data)
- Gemeinsame Normdatei: 119061090
- International Standard Name Identifier: 0000 0000 3175 8763
- Library of Congress Control Number: n87811980
- Nationale Bibliotheek van Tsjechië: mzk20251253597
- Nationale Bibliotheek van Israël: 987007402098005171
- Nederlandse Thesaurus van Auteursnamen: 129172383
- Système universitaire de documentation: 028151488
- Virtual International Authority File: 62350071
- WorldCat: E39PBJkxHdfWThH78cj7386xjC